# Estonia na Zimowych Igrzyskach Olimpijskich 2002
Reprezentacja Estonii na Zimowych Igrzyskach Olimpijskich 2002 liczyła 17 sportowców – 14 mężczyzn i 3 kobiety. Rywalizowali oni w 20 konkurencjach w 5 dyscyplinach sportowych. Były to pierwsze zimowe igrzyska podczas których sportowcy tego kraju zdobyli medale. Zdobyli ich 3, wszystkie w biegach narciarskich. Chorążym był kombinator norweski Allar Levandi. Najwięcej zawodników, dziesięciu, rywalizowało w biegach narciarskich.
Najlepszym zawodnikiem w estońskiej ekipie okazał się Andrus Veerpalu, który zdobył 2 medale, jeden złoty, a drugi srebrny. Brąz zdobył Jaak Mae.

## Medale
| Medal  | Zawodnik        | Dyscyplina        | Konkurencja            | Data      |
| ------ | --------------- | ----------------- | ---------------------- | --------- |
| złoto  | Andrus Veerpalu | Biegi narciarskie | Bieg mężczyzn na 15 km | 12 lutego |
| srebro | Andrus Veerpalu | Biegi narciarskie | Bieg mężczyzn na 50 km | 23 lutego |
| brąz   | Jaak Mae        | Biegi narciarskie | Bieg mężczyzn na 15 km | 12 lutego |

## Zawodnicy

### Biathlon
Mężczyźni
| Konkurencja       | Zawodnik                                                     | Czas      | Miejsce |
| ----------------- | ------------------------------------------------------------ | --------- | ------- |
| Sprint            | Dimitri Borovik                                              | 19:29.7   | 36.     |
| Sprint            | Janno Prants                                                 | 19:55.7   | 51.     |
| Sprint            | Indrek Tobreluts                                             | 19:56.7   | 54.     |
| Sprint            | Roland Lessing                                               | 20:42.4   | 70.     |
| Bieg indywidualny | Roland Lessing                                               | 57:08.4   | 45.     |
| Bieg indywidualny | Indrek Tobreluts                                             | 57:52.1   | 53.     |
| Bieg indywidualny | Dimitri Borovik                                              | 58:02.5   | 56.     |
| Bieg indywidualny | Janno Prants                                                 | 59:14.0   | 63.     |
| Bieg pościgowy    | Dimitri Borovik                                              | 35:33.1   | 26.     |
| Bieg pościgowy    | Indrek Tobreluts                                             | 36:57.4   | 41.     |
| Bieg pościgowy    | Janno Prants                                                 | DNF       | DNF     |
| Sztafeta          | Janno Prants Indrek Tobreluts Dimitri Borovik Roland Lessing | 1-28:38.2 | 11.     |

### Biegi narciarskie
Kobiety
| Konkurencja   | Zawodniczka          | Kwalifikacje | Kwalifikacje | Ćwierćfinały | Ćwierćfinały | Półfinały | Półfinały | Finały        | Finały  |
| Konkurencja   | Zawodniczka          | Czas         | Miejsce      | Czas         | Miejsce      | Czas      | Miejsce   | Czas          | Miejsce |
| ------------- | -------------------- | ------------ | ------------ | ------------ | ------------ | --------- | --------- | ------------- | ------- |
| Sprint        | Kristina Šmigun-Vähi | 3:20.94      | 25           | nq           | nq           | nq        | nq        | nq            | 25.     |
| Bieg na 10 km | Katrin Šmigun        |              |              |              |              |           |           | 31:10.2       | 42.     |
| Bieg na 10 km | Piret Niglas         |              |              |              |              |           |           | 32:49.1       | 51.     |
| Bieg na 10 km | Kristina Šmigun-Vähi |              |              |              |              |           |           | DNF           | DNF     |
| Bieg na 15 km | Kristina Šmigun-Vähi |              |              |              |              |           |           | 40:33.6       | 7.      |
| Bieg na 15 km | Katrin Šmigun        |              |              |              |              |           |           | 42:25.6       | 23.     |
| Bieg na 30 km | Kristina Šmigun-Vähi |              |              |              |              |           |           | 1-33:52.7     | 7.      |
| Bieg na 30 km | Katrin Šmigun        |              |              |              |              |           |           | 1-36:04.0     | 13.     |
| Bieg łączony  | Piret Niglas         |              |              |              |              |           |           | 14:36.9 (5km) | 54.     |
| Bieg łączony  | Kristina Šmigun-Vähi |              |              |              |              |           |           | 26:41.9       | 13.     |

Mężczyźni
| Konkurencja   | Zawodnik                                         | Kwalifikacje | Kwalifikacje | Ćwierćfinały | Ćwierćfinały | Półfinały | Półfinały | Finały    | Finały        |
| Konkurencja   | Zawodnik                                         | Czas         | Miejsce      | Czas         | Miejsce      | Czas      | Miejsce   | Czas      | Miejsce       |
| ------------- | ------------------------------------------------ | ------------ | ------------ | ------------ | ------------ | --------- | --------- | --------- | ------------- |
| Sprint        | Indrek Tobreluts                                 | 3:00.02      | 25           | nq           | nq           | nq        | nq        | nq        | 32.           |
| Sprint        | Pavo Raudsepp                                    | 3:01.04      | 25           | nq           | nq           | nq        | nq        | nq        | 34.           |
| Sprint        | Priit Narusk                                     | 3:01.75      | 25           | nq           | nq           | nq        | nq        | nq        | 38.           |
| Bieg na 15 km | Andrus Veerpalu                                  |              |              |              |              |           |           | 37:07.4   | Złoty medal   |
| Bieg na 15 km | Jaak Mae                                         |              |              |              |              |           |           | 37:50.8   | Brązowy medal |
| Bieg na 15 km | Meelis Aasmäe                                    |              |              |              |              |           |           | 40:31.2   | 40.           |
| Bieg na 15 km | Priit Narusk                                     |              |              |              |              |           |           | 43:03.2   | 57.           |
| Bieg na 30 km | Pavo Raudsepp                                    |              |              |              |              |           |           | 1-23:08.3 | 60.           |
| Bieg na 50 km | Andrus Veerpalu                                  |              |              |              |              |           |           | 2-06:44.5 | Srebrny medal |
| Bieg na 50 km | Raul Olle                                        |              |              |              |              |           |           | 1-36:04.0 | 18.           |
| Bieg na 50 km | Meelis Aasmäe                                    |              |              |              |              |           |           | 1-36:04.0 | 48.           |
| Bieg łączony  | Jaak Mae                                         |              |              |              |              |           |           | 50:12.1   | 8.            |
| Bieg łączony  | Priit Narusk                                     |              |              |              |              |           |           | 27:38.2   | 53.           |
| Sztafeta      | Raul Olle Andrus Veerpalu Jaak Mae Meelis Aasmäe |              |              |              |              |           |           | 1-36:07.0 | 9.            |

### Kombinacja norweska
Mężczyźni
| Konkurencja       | Zawodnik      | Skoki  | Skoki   | Bieg    | Bieg    | Kombinacja | Kombinacja |
| Konkurencja       | Zawodnik      | Punkty | Miejsce | Czas    | Miejsce | Strata     | Miejsce    |
| ----------------- | ------------- | ------ | ------- | ------- | ------- | ---------- | ---------- |
| metodą Gundersena | Jens Salumäe  | 220.5  | 25.     | 44:32.4 | 43.     | +9:15.7    | 40.        |
| metodą Gundersena | Tambet Pikkor | 213.0  | 29.     | DNF     | DNF     | DNF        | DNF        |
| Sprint            | Jens Salumäe  | 111.8  | 7.      | 18:44.2 | 39.     | +2:49.1    | 37.        |
| Sprint            | Tambet Pikkor | 96.7   | 31.     | 18:56.1 | 40.     | +3:58.0    | 40.        |

### Łyżwiarstwo figurowe
Mężczyźni

#### Wyniki
| Wydarzenie       | Atleta         | Program krótki | Program krótki | Program dowolny | Program dowolny | W sumie | W sumie |
| Wydarzenie       | Atleta         | Punkty         | Miejsce        | Punkty          | Miejsce         | Punkty  | Miejsce |
| ---------------- | -------------- | -------------- | -------------- | --------------- | --------------- | ------- | ------- |
| Program solistów | Margus Hernits | 13.5           | 27.            | nq              | nq              | 13.5    | 27.     |

### Skoki narciarskie
Mężczyźni
| Wydarzenie        | Zawodnik      | Kwalifikacje  | Kwalifikacje | Kwalifikacje | Runda 1.      | Runda 1. | Runda 1. | Finał         | Finał  | Finał   |
| Wydarzenie        | Zawodnik      | Odległość (m) | Punkty       | Miejsce      | Odległość (m) | Punkty   | Miejsce  | Odległość (m) | Punkty | Miejsce |
| ----------------- | ------------- | ------------- | ------------ | ------------ | ------------- | -------- | -------- | ------------- | ------ | ------- |
| Skocznia normalna | Jaan Jüris    | 75.0          | 79.0         | 44.          | nq            | nq       | nq       | nq            | nq     | 56.     |
| Skocznia duża     | Jens Salumäe  | 112.5         | 99.5         | 16.(Q)       | 103.0         | 78.9     | 49.      | nq            | nq     | 49.     |
| Skocznia duża     | Jaan Jüris    | 100.5         | 74.4         | 40.          | nq            | nq       | nq       | nq            | nq     | 54.     |
| Skocznia duża     | Tambet Pikkor | 85.0          | 39.0         | 52.          | nq            | nq       | nq       | nq            | nq     | 66.     |